# Villa Collemandina
Villa Collemandina ist eine italienische Gemeinde mit 1170 Einwohnern (Stand 31. Dezember 2023) in der Provinz Lucca in der Region Toskana.

## Geographie

Lage der Gemeinde Villa Collemandina in der Provinz Lucca

Der Ort liegt etwa 36 km nördlich der Provinzhauptstadt Lucca und rund 80 km nordwestlich der Regionalhauptstadt Florenz in der Landschaft der Garfagnana.
Die Ortsteile liegen auf Höhen zwischen von 549 m und 1600 m und erstrecken sich über ein Gebiet von 34,81 km². Die mittlere Einwohnerdichte beträgt circa 39 Einwohner/km². Collemandina liegt in der klimatischen Einordnung italienischer Gemeinden in der Zone E, 2 792 GG. Wichtigstes Gewässer im Gemeindegebiet ist der Torrente Corfino, der 9 seiner 12 km im Gemeindegebiet verbringt und später in den Serchio mündet.
Die Gemeinde besteht aus dem Hauptort Villa Collemandina (ca. 140 Einwohner) und den sechs Ortsteilen beziehungsweise Dörfern (italienisch: Frazioni) Canigiano (641 m, ca. 90 Einwohner), Corfino (820 m, ca. 450 Einwohner), Magnano (574 m, ca. 90 Einwohner), Pianacci (580 m, ca. 140 Einwohner), Massa (827 m, ca. 140 Einwohner) und Sassorosso (993 m, ca. 50 Einwohner).
Die Nachbargemeinden sind Castiglione di Garfagnana, Pieve Fosciana, San Romano in Garfagnana, Sillano Giuncugnano und Villa Minozzo (RE).

## Geschichte
Erstmals dokumentiert wurde der Ort 1168 in einem Schriftstück von Papst Alexander III. Bei dem Erdbeben von 1920 wurde der Ort fast vollständig zerstört.

## Sehenswürdigkeiten

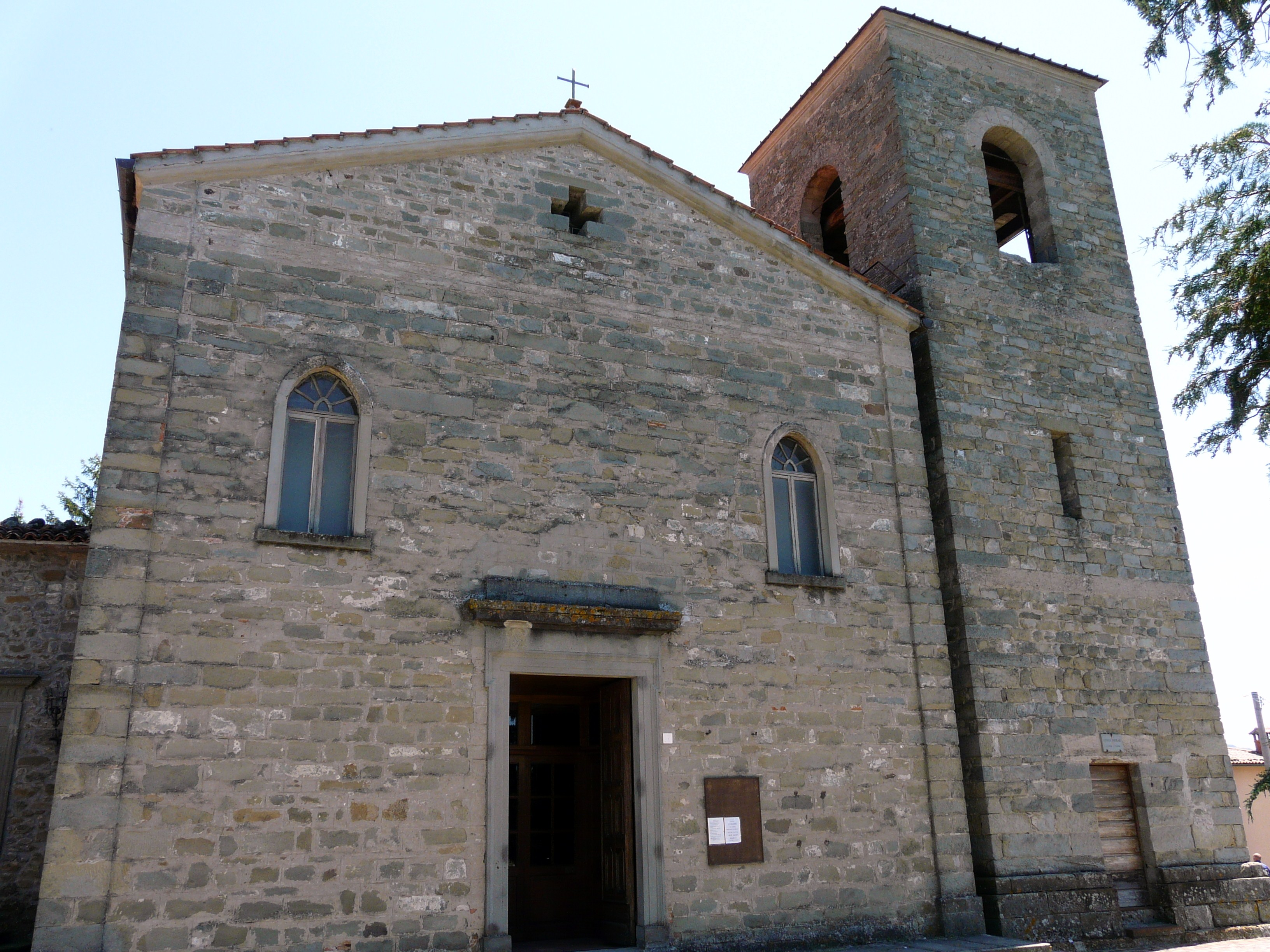
Die Chiesa dei Santi Sisto e Margherita in Villa Collemandina

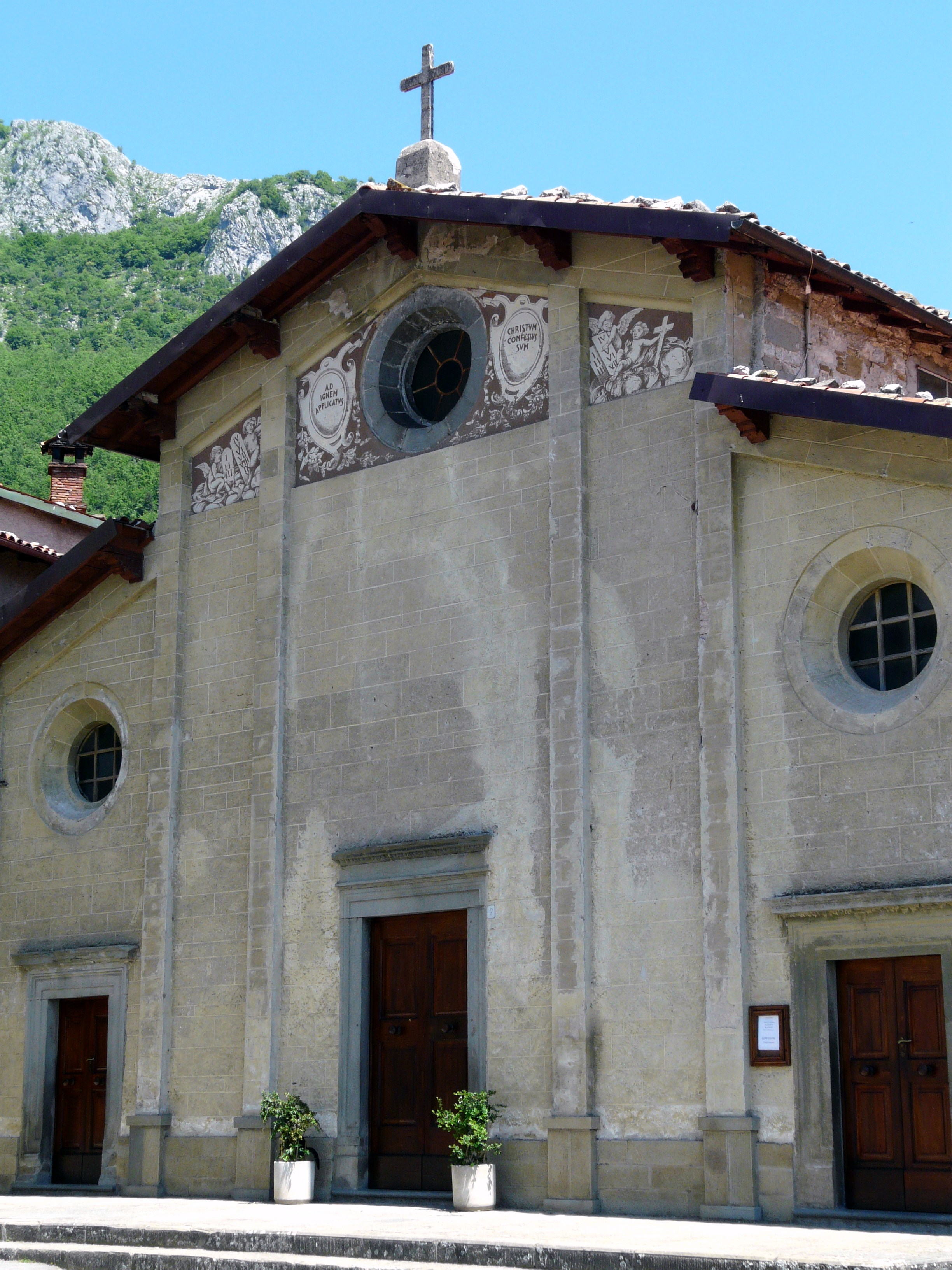
Die Chiesa di San Lorenzo in Corfino

- Chiesa dei Santi Sisto e Margherita, mittelalterliche Pfarrkirche aus dem 12. Jahrhundert mit einem Kreuzgang aus dem 14. Jahrhundert, die als einziges Gebäude in der weiteren Umgebung das Erdbeben von 1920 unbeschadet überstand. Lediglich der Campanile wurde beschädigt und 1926[7] wieder aufgebaut. Die Kirche liegt im Hauptort.
- Lago di Villa (Lago di Villa Collemandina), Stausee des Torrente Corfino ca. 1 km westlich des Hauptortes. Die Staumauer hat eine Höhe von 37,50 m.[8]
- Chiesa di San Lorenzo, Kirche im Ortsteil Corfino, die erstmals 1168 erwähnt wurde. Wurde 1370 durch die Antelminelli zerstört und 1373 wieder errichtet.[9]
- Santuario della Madonna del Perpetuo Soccorso, Sanktuarium im Ortsteil Corfino. Entstand 1635 und enthält das Werk Madonna col Bambino von Pietro di Talata (um 1475/1490 entstanden).
- Chiesa di Santa Maria Assunta, Kirche im Ortsteil Magnano. Wurde erstmals 899 dokumentiert.[10]
- Chiesa di San Michele Arcangelo, Kirche im Ortsteil Sassorosso, die bereits 1168 erwähnt wurde.[11]